# Iglesia de Santa Teresa de Jesús (Azuqueca de Henares)
La iglesia de Santa Teresa de Jesús es un templo católico de estilo románico tardío situado en el barrio de Asfain del municipio español de Azuqueca de Henares.

## Historia

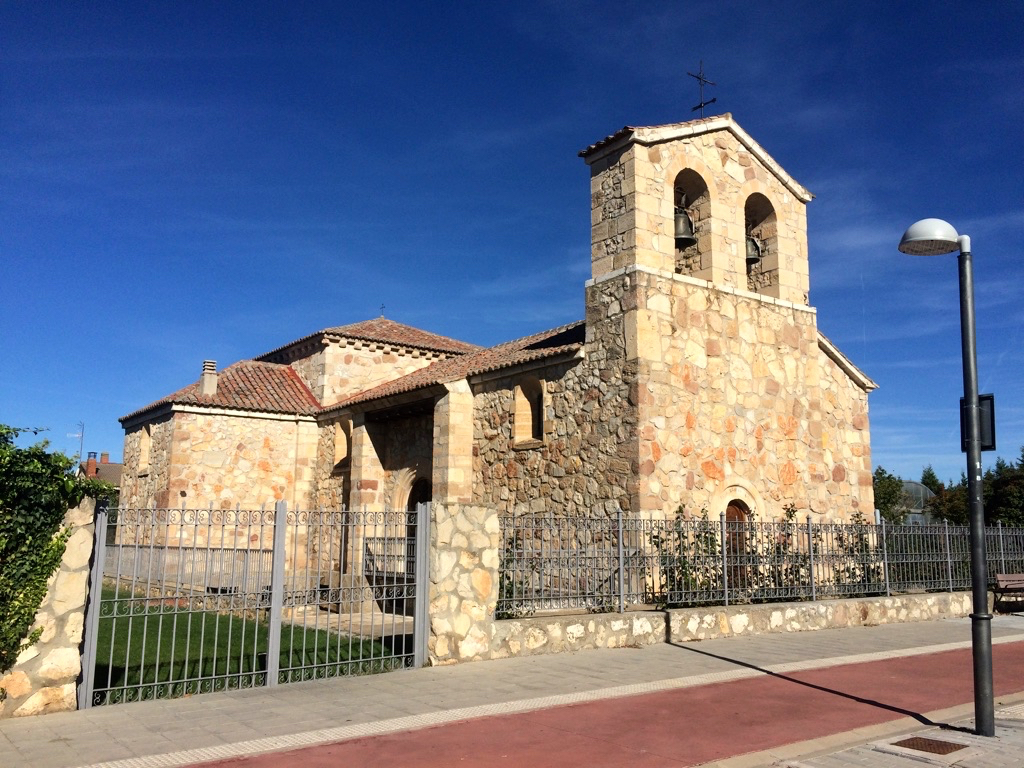
Iglesia de Santa Teresa de Jesús.

La iglesia estaba situada originalmente en la parte más alta de la localidad de Alcorlo y su advocación era el Divino Salvador. Debido a la construcción de un embalse, las viviendas y todos los edificios de este pueblo fueron desalojados y expropiados. Los vecinos del recién creado barrio de Asfain de Azuqueca de Henares se movilizaron para rescatar el edificio y que pudiese hacer funciones de iglesia parroquial en el referido barrio.
Para su traslado, fue necesario obtener los permisos de la Confederación Hidrográfica del Tajo —dueña de los terrenos expropiados de Alcorlo, entre los que se encontraba la iglesia del Salvador—, el Ministerio de Cultura y el obispado de Sigüenza-Guadalajara. Algunos materiales se recuperaron de la iglesia de la localidad de Sacedoncillo, también despoblada.
El traslado y reconstrucción de la nueva iglesia se desarrolló entre 1982 y 1987. En su nueva ubicación se construyó una cripta, inexistente en el templo original, para que sirviese de sacristía, archivo y sala de catequesis. La cripta fue concluida en marzo de 1984 y se procedió entonces a su bendición como parroquia de Santa Teresa de Jesús. Las obras finalizaron en la primavera de 1987. El obispo Jesús Pla Gandía inauguró el templo parroquial en 1988. En 2020, se construyó una estructura aneja que sirve como sacristía y despacho del párroco, con acceso desde el crucero de la iglesia.